# Wish Upon a Star
Wish Upon a Star is een tienerfilm uit 1996 onder regie van Blair Treu. De film gaat over mensen die van lichaam veranderen. Dit gebeurde ook in de films Freaky Friday en It's a Boy Girl Thing. Danielle Harris en Katherine Heigl hebben de hoofdrollen in de film.

## Verhaal
Alexia en Hayley Wheaton zijn zussen die elkaar wel achter het behang kunnen plakken. Terwijl Alexia's leven draait om jongens, uiterlijk en populariteit, geeft Hayley een voorkeur aan de wetenschap. Haley, die verliefd is op Alexia's vriendje die ze elk moment wel dumpen, wenst op een avond dat ze Alexia is, zodat ze met hem uit kan gaan. Wanneer haar droom werkelijkheid wordt, ontdekt Hayley dit het niet een grote sprookje is. Terwijl zij nu op dieet moet en om moet gaan met oppervlakkige mensen, realiseert Alexia in Haley's uiterlijk dat het leven meer te bieden heeft.

## Rolverdeling
| Acteur          | Personage         |
| --------------- | ----------------- |
| Katherine Heigl | Alexia Wheaton    |
| Danielle Harris | Hayley Wheaton    |
| Don Jeffcoat    | Kyle Harding      |
| Ivey Lloyd      | Caitlin Sheinbaum |